# Jesse McCartney
Jesse Abraham Arthur McCartney (Ardsley, 9 aprile 1987) è un cantautore e attore statunitense.
Diventato famoso agli inizi del 2000 come membro della boy band Dream Street, ha poi intrapreso la carriera di solista.

## Biografia
Figlio di Ginger Sarber e Scott McCartney, Jesse nasce a Ardsley, nella contea di Westchester dello stato di New York; i suoi nonni materni, Dick e Joyce Sarber, sono originari di Ukiah, Mendocino County, California.

## Carriera musicale

### Gli inizi
Iniziò la sua carriera all'età di 6 anni, in un musical locale, Oliver. Quando il musical arrivò nella sua città, Jesse pregò i suoi genitori di farlo partecipare ai provini. In seguito furono proprio i suoi genitori ad incoraggiarlo nella sua carriera e quindi a 10 anni fece la sua prima esperienza televisiva a Broadway in Il re ed io e "A Christmas Carol".
Negli stessi anni fece parte degli Sugar Beats come cantante. Tre album del gruppo furono candidati per i Grammy: How Sweet It Is del 1998, Wildthing del 1999 e Car Tunes del 2000.
Dal 2000 al 2002 ha fatto far parte della 'boy band Dream Street, con la quale ha ricevuto un disco di platino per l'album di debutto. La band si è sciolta durante il tour con Aaron Carter.
A 15 anni Jesse ha intrapreso la carriera da solista con un gruppo locale composto da Dillon Kondor (chitarra), Peter Chema (basso) e come manager l'ex fidanzata, Lauren Stanwick, e Sherry Goffin Kondor, produttrice e fondatrice degli Sugar Beats.
Jesse McCartney ha realizzato il suo primo EP, "JMac", nel luglio del 2003. L'album contiene tre canzoni: Beautiful Soul, Don't You, Why Don't You Kiss Her. Nel 2004 ha duettato con Anne Hathaway la canzone Don't Go Breaking My Heart, contenuta nella colonna sonora del film Ella Enchanted - Il magico mondo di Ella.

### Beautiful Soul(2004–2006)

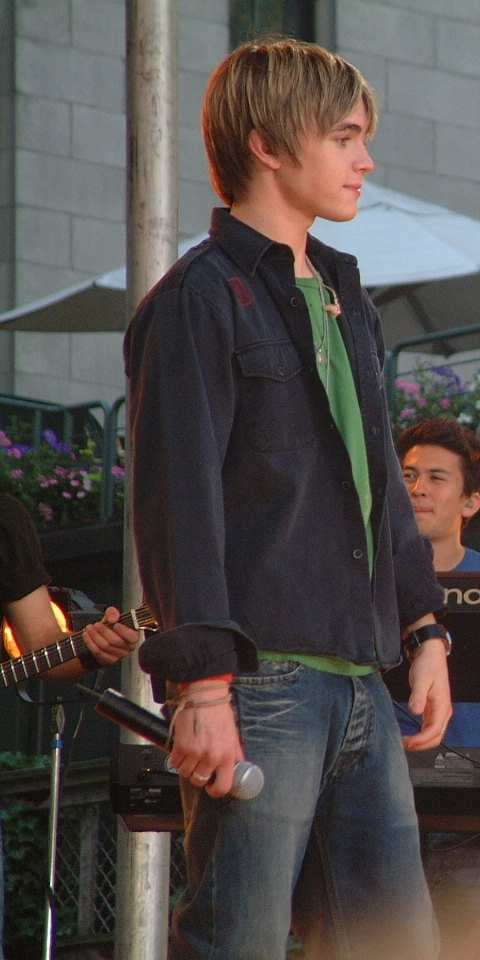
Jesse McCartney al Bryant Park nel 2005

Il 28 settembre 2004 è uscito il suo primo vero album, Beautiful Soul. L'album raccoglie due anni di lavoro e contiene anche quattro canzoni scritte in parte da lui. Il primo singolo estratto è rimasto 50 volte nella top 10 del programma Total Request Live di MTV, senza mai scendere sotto la posizione numero 4. L'album ha venduto oltre 1,8 milioni di copie, ricevendo così il disco di platino nel febbraio del 2005.
Il suo primo tour è partito il 2 maggio 2005 dal Crest Theatre a Sacramento, in California. Il suo concerto il 9 luglio al Great America a Santa Clara, in California, è stato il soggetto del Cd live (uscito nel novembre 2005) e del suo primo concerto in DVD (uscito il 21 novembre 2005)
Il tour statunitense prevedeva 56 tappe ed è terminato il 10 settembre al Madere District County Fair a Madera, in California.
Nel 2005 ha fatto un tour in Australia e in seguito ha aperto il tour dei Backstreet Boys in Europa.

### Right Where You Want Me(2006–2008)
Il suo secondo album, intitolato Right Where You Want Me, è stato realizzato dalla Hollywood Records ed è uscito negli Stati Uniti d'America il 19 settembre 2006 e in Italia il 29 settembre. Il primo singolo tratto dall'album è anch'esso intitolato Right Where You Want Me, è stato trasmesso in radio per la prima volta negli Stati Uniti l'11 luglio 2006 ed è stato scritto da Jesse McCartney, Adam Watts e Andy Dodd. McCartney è co-scrittore di tutte le canzoni del nuovo album. In un episodio di TRL Jesse ha detto che la sua canzone preferita dell'album è Just So You Know e che sarà la musica scelta per il suo nuovo video girato il 14 novembre a Los Angeles. Il suo secondo disco ha venduto 750 000 copie nel mondo.
Nell'estate 2007 ha fatto un breve tour italiano del suo secondo album "Right where you want me" dal 25 giugno al 1º luglio. Durante questo mini-tour i concerti sono stati aperti da Ambra Lo Faro, una cantante italiana emergente della EMI/Virgin, la stessa casa discografica di Jesse.

### Bleeding love
Jesse ha inoltre co-scritto la canzone "Bleeding Love" assieme a Ryan Tedder dei One republic. La canzone è stata donata alla cantante Leona Lewis, appena uscita dal programma "x factor", "Bleeding Love" ha riscontrato molto successo, infatti è stata la numero 1 in 34 paesi ed è stata nominata ad un Grammy, l'unica canzone che dopo quasi un decennio ha raggiunto questi obbiettivi. Anche Jesse ha registrato questa canzone ed è stata inserita in una versione speciale dell'album "departure".

### Departure(2008)

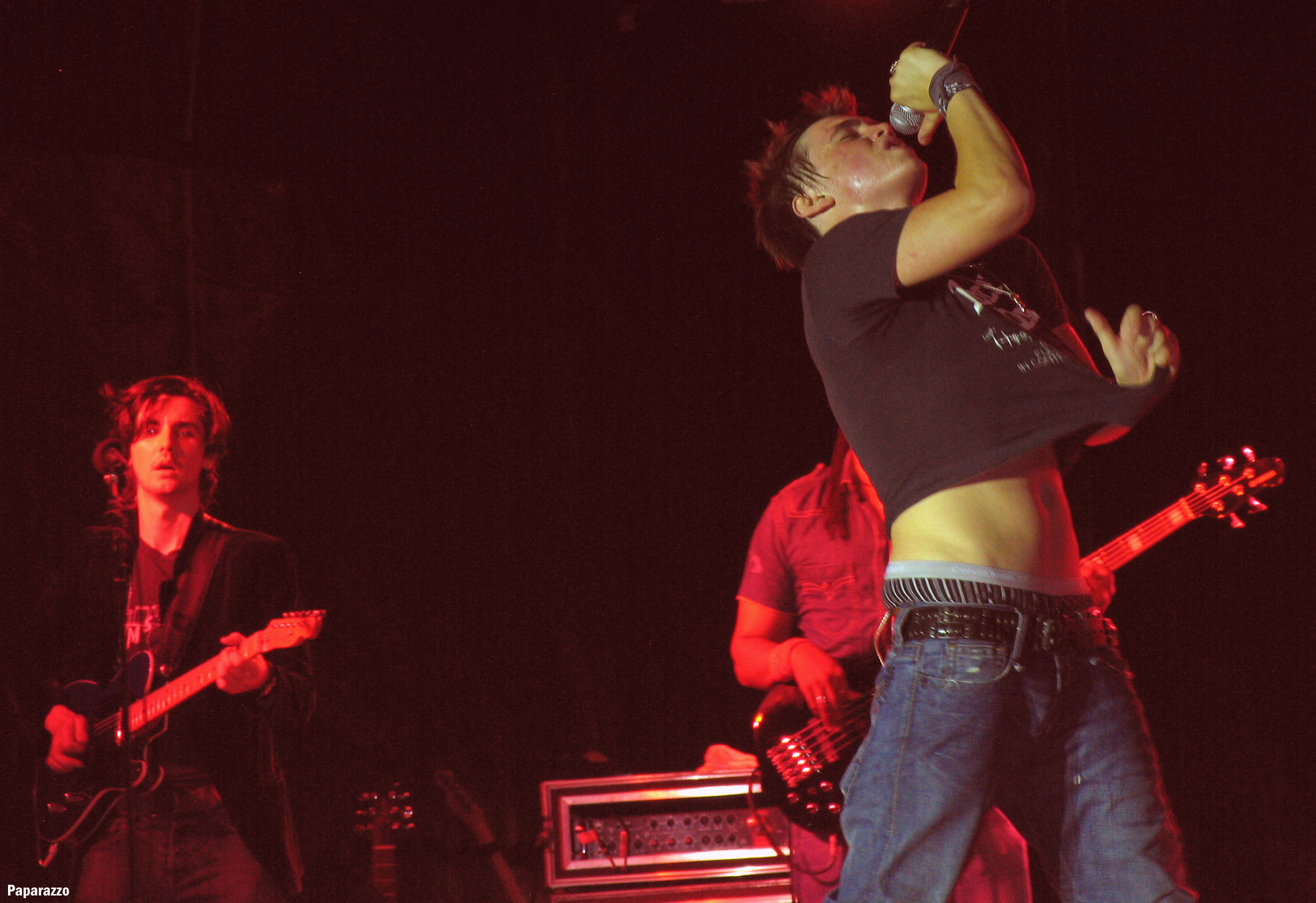
Jesse McCartney nel 2008

Il 20 maggio 2008 è uscito il terzo album intitolato Departure; a produrlo sono stati chiamati collaboratori di altri musicisti come Britney Spears, Mary J. Blige, Kanye West, Rihanna e Usher.
Il primo singolo tratto dall'album, Leavin', è uscito il 10 marzo 2008 ed è stato numero 1 per cinque settimane e la canzone più ascoltata della top 40 Radio di quell'anno. È ascoltabile sul sito ufficiale di MySpace. Il video di Leavin' è visibile su YouTube. Il secondo singolo è It's Over mentre terzo è How Do You Sleep?.

### Have It All
Il quarto album studio, Have It All, sarebbe dovuto uscire nel 2010, ma la data di uscita è stata posticipata altre tre volte e ad oggi è uscito solo il singolo promozionale "Shake", uscito nel 2010 e piazzatosi 99# nella Billboard Hot 100.

### In Technicolor part.1
McCartney continua a scrivere e registrare musica con alcuni dei più grandi nomi della musica pop. Nel 2013, McCartney ha scritto con Hot Chelle Rae per il loro album e il suo, tra cui il singolo "Back Together". McCartney ha trascorso la maggior parte del suo tempo nel 2013 a lavorare con un gruppo di produttori di New York, i Elev3n, che hanno prodotto il suo EP "In Technicolor Part. 1" e la sua full-length, del quinto album in studio. L'album è stato pubblicato nella primavera 2014, prima uscì il video del singolo "Superbad" il 6 maggio 2014.

## Carriera da attore
Mentre intraprendeva la carriera da musicista, si cominciava ad affermare anche come attore. Jesse è arrivato in televisione nel ruolo di J.R. Chandler nella soap opera La valle dei pini (1998-2001), grazie alla quale fu nominato nel 2001 e nel 2002 per un Daytime Emmy nella categoria di Giovane attore non protagonista in una commedia. Dà la sua voce a molti videogiochi e si è prestato a una decina di produzioni di doppiaggio in famosi film d'animazione.
Nel 2004 e nel 2005, ha interpretato il ribelle Bradin Westerly nella serie televisiva della WB Summerland, accanto all'attore californiano Zac Efron.
McCartney ha collaborato con Walt Disney Records e Hollywood Records a vari progetti. Ha inoltre lavorato per Abercrombie & Fitch, Gap, H&M e Osh-Kosh (2005)
Jesse è il protagonista del film Keith (2007) che ha vinto cinque premi all'International Film Festival. Ha inoltre dato voce al personaggio di Roxas nei videogame Kingdom Hearts II, Kingdom Hearts 358/2 Days, Kingdom Hearts Re:coded a Ventus in Kingdom Hearts Birth by Sleep in Kingdom Hearts 3D: Dream Drop Distance, ed ha lavorato per il doppiaggio di Kingdom Hearts: HD 1.5 Remix; di Terence nel cartone Disney Tinkerbell e nel film Alvin Superstar per la voce di Theodore. Il 12 settembre è apparso in La valle dei pini esibendosi col suo nuovo singolo. Il 18 settembre 2005 ha preso parte all'episodio "Rock Star in the House" nella sitcom Zack e Cody al Grand Hotel e in un episodio di Hannah Montana.
Nel 2009 veste il ruolo di Andy nella serie televisiva Greek - La confraternita.
Jesse presta ancora una volta la sua voce al personaggio Theodore, per Alvin Superstar 2, (2009). Nel 2010 invece ha recitato nel film Beware the Gonzo, accanto a Zoe Kravitz, figlia del cantante Lenny Kravitz. Dal 2004 ha contribuito a più di 20 colonne sonore di famosissimi film e in America è spesso ospitato in tantissimi programmi TV.
Nel 2012 recita nel ruolo di protagonista nel film dell'orrore Chernobyl Diaries - La mutazione di Bradley Parker. Nel 2013 entra a far parte del cast della settima stagione di Army Wives - Conflitti del cuore nel ruolo del soldato Tim Truman. Nello stesso anno partecipa con un cameo dove interpreta se stesso nella serie Fly or Die, in seguito appare sempre in un cameo nella serie Ben and Kate.
Nell'estate 2014 entra a far parte come personaggio ricorrente nel cast della prima stagione della serie Young & Hungry - Cuori in cucina nel ruolo di Cooper, un hacker informatico che prova un interesse per la protagonista della serie interpretata da Emily Osment. Successivamente è stato riconfermato per la seconda stagione.

## Discografia

### Album in studio
- 2004 – Beautiful Soul
- 2006 – Right Where You Want Me
- 2008 – Departure
- 2014 – In Technicolor
- 2021 - New Stage
- 2024 - All's Well

### EP
- 2005 – Off the Record

### Live
- 2005 – The Beautiful Soul Tour
- 2005 – Up Close

## Filmografia

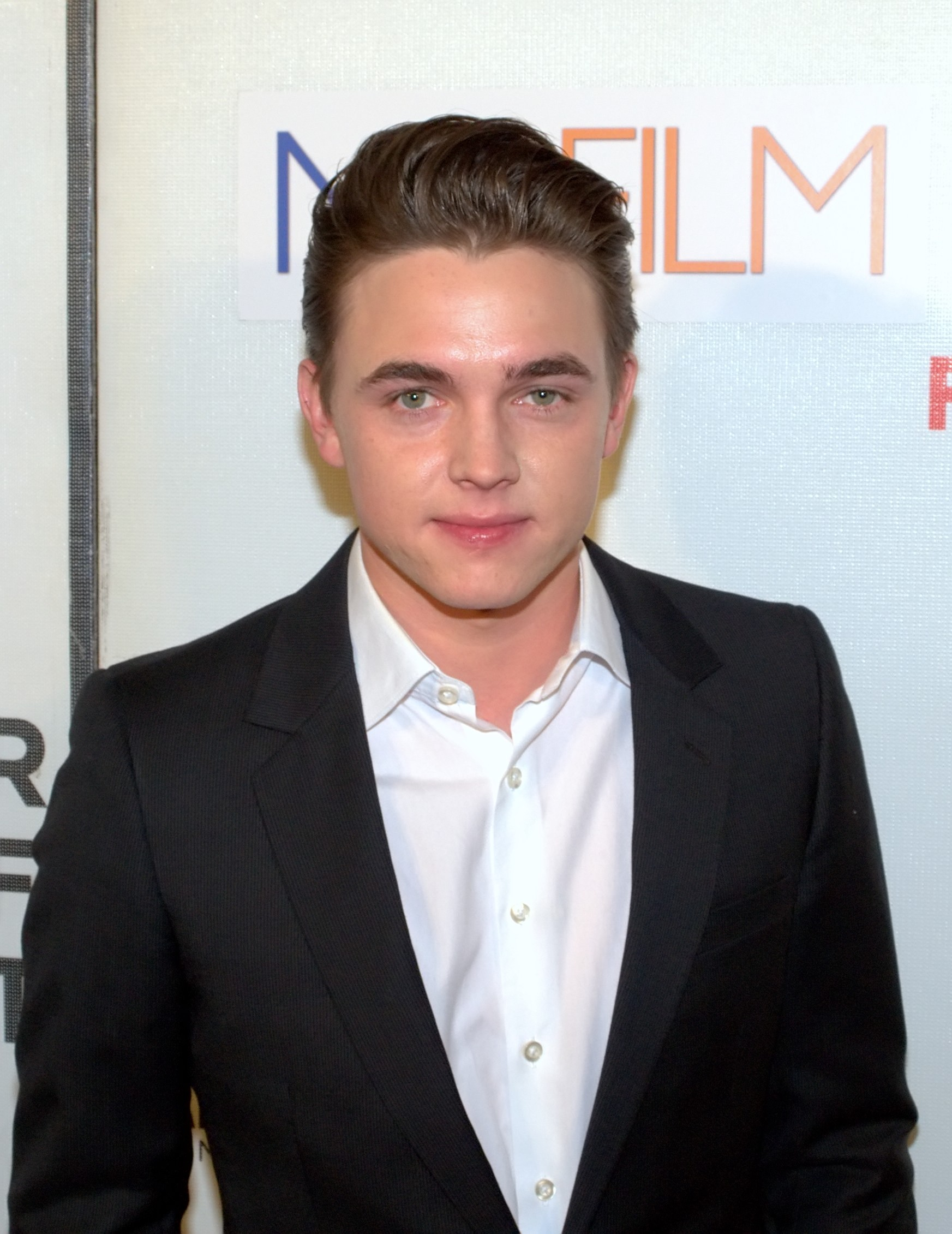
Jesse McCartney al Tribeca Film Festival 2010

### Attore

#### Cinema
- The Pirates of Central Park, regia di Robert Farber (2001)
- The Biggest Fan, regia di Michael Criscione e Michael Meyer (2002)
- Pizza, regia di Mark Christopher (2005)
- Keith, regia di Todd Kessler (2008)
- Beware the Gonzo, regia di Bryan Goluboff (2010)
- Chernobyl Diaries - La mutazione (Chernobyl Diaries), regia di Bradley Parker (2012)
- Campus Life (Campus Code), regia di Cathy Scorsese e Kenneth M. Waddell (2013)
- 88, regia di April Mullen (2015)
- Amore, matrimoni e altri disastri (Love, Weddings & Other Disasters), regia di Dennis Dugan (2020)

#### Televisione
- La valle dei pini (All My Children) – serial TV, 11 puntate (1998-2000)
- Law & Order - I due volti della giustizia (Law & Order) – serie TV, episodio 11x08 (2000)
- The Strange Legacy of Cameron Cruz – serie TV (2002)
- Le cose che amo di te (What I Like About You) – serie TV, episodio 3x03 (2004)
- Summerland – serie TV, 26 episodi (2004-2005)
- Zack e Cody al Grand Hotel (The Suite Life of Zack & Cody) – serie TV, episodio 1x17 (2005)
- Punk'd – programma MTV (2005)
- Much On Demand – programma TV (2005)
- Festival di Sanremo – ospite[3] (2006)
- Hannah Montana – serie TV, episodio 2x12 (2007)
- Law & Order - Unità vittime speciali (Law & Order: Special Victims Unit) – serie TV, episodio 10x06 (2008)
- Greek - La confraternita (Greek) – serie TV, 6 episodi (2009)
- CSI - Scena del crimine (CSI: Crime Scene Investigation) – serie TV, episodio 12x14 (2012)
- Ben and Kate – serie TV, episodio 1x16 (2013)
- Army Wives - Conflitti del cuore (Army Wives) – serie TV, 10 episodi (2013)
- Young & Hungry - Cuori in cucina (Young & Hungry) – serie TV, 7 episodi (2014-2015)
- Expecting Amish, regia di Richard Gabai – film TV (2014)
- Fear the Walking Dead – serie TV, episodi 2x04-2x05 (2016)
- Major Crimes – serie TV, episodio 5x01 (2016)

### Doppiatore
- Kingdom Hearts II – videogioco (2006)
- Alvin Superstar, regia di Tim Hill (2007)
- Ortone e il mondo dei Chi (Horton Hears a Who!), regia di Jimmy Hayward e Steve Martino (2008)
- 3 Pigs and a Baby, regia di Howard E. Baker e Arish Fyzee (2008)
- Trilli, regia di Bradley Raymond (2008)
- Kingdom Hearts 358/2 Days – videogioco (2008)
- Trilli e il tesoro perduto (Tinker Bell and the Lost Treasure), regia di Klay Hall (2009)
- Alvin Superstar 2, regia di Betty Thomas (2009)
- Trilli e il grande salvataggio (Tinker Bell and the Great Fairy Rescue), regia di Bradley Raymond (2010)
- Young Justice – serie animata, 52 episodi (2010-2019)
- Kingdom Hearts Birth by Sleep – videogioco (2010)
- The Clockwork Girl, regia di Kevin Hanna (2011)
- I Giochi della Radura Incantata (Pixie Hollow Games), regia di Bradley Raymond (2011)
- Alvin Superstar 3 - Si salvi chi può! (Alvin and the Chipmunks: Chipwrecked), regia di Mike Mitchell (2011)
- Kingdom Hearts 3D: Dream Drop Distance – videogioco (2012)
- Trilli e il segreto delle ali (Secret of the Wings), regia di Bobs Gannaway e Peggy Holmes (2012)
- Kingdom Hearts HD 1.5 ReMIX – videogioco (2013)
- Trilli e la nave pirata (The Pirate Fairy), regia di Peggy Holmes (2014)
- Alpha and Omega 3: The Great Wolf Games, regia di Richard Rich (2014)
- Kingdom Hearts HD 2.5 ReMIX – videogioco (2014)
- Alvin Superstar - Nessuno ci può fermare (Alvin and the Chipmunks: The Road Chip), regia di Walt Becker (2015)
- Kingdom Hearts III – videogioco (2019)

## Riconoscimenti
- Kids' Choice Awards: Vinto per Favorite Male Singer (2009)
- TRL Awards: Nomination per Man of the Year (2008)
- Radio Disney Music Awards: Vinto per Favorite Male Singer (2007)
- Kids' Choice Awards: Nomination per Favorite Male Singer (2007)
- TRL Awards: Nomination per Best Number One of the Year con Just So You Know (2007)
- TRL Awards: Nomination per Man of the Year (2007)
- Kids' Choice Awards Italia: Nomination per Miglior Cantante Internazionale (2007)
- TRL Awards: Vinto per Best Lacrima Award (2006)
- Kid's Choice Awards: Vinto Favorite Male Singer (2006)
- American Music Award: Nomination per Favorite New Artist (2005)
- MTV Video Music Awards: Nomination per Best Pop Video (Beautiful Soul) (2005)
- Radio Disney Music Awards: Vinto per Favorite Male Singer (2005)
- Radio Disney Music Awards: Vinto per Favorite Karaoke Song (2005)
- Radio Disney Music Awards: Vinto per Best Song to Put on Repeat (2005)
- Teen Choice Awards: Vinto per Favorite Male Singer (2005)
- Teen Choice Awards: Vinto per Breakout Artist Male (2005)
- Teen Choice Awards: Vinto per  Crossover Artist (2005)
- Young Artist Award: Nomination per Best performance in a Daytime TV Series (2002)
- Daytime Emmy: Nomination per Outstanding Younger Actor in a Drama Series (2002)
- Soap Opera Digest Awards: Nomination per Outstanding Child Actor (2001)
- Daytime Emmy: Nomination per Outstanding Younger Actor in a Drama Series (2001)
- Grammy Awards: Nomination per Best Children's Album (1998)

## Doppiatori italiani
Nelle versioni in italiano delle opere in cui ha recitato, Jesse McCartney è stato doppiato da:
- Gabriele Lopez in Zack e Cody al Grand Hotel, Hannah Montana, Greek - La confraternita
- Stefano De Filippis in Le cose che amo di te, Major Crimes
- Davide Perino in Chernobyl Diaries - La mutazione, Young & Hungry - Cuori in cucina
- Fabrizio De Flaviis in Summerland
- Mattia Ward in Keith
- Daniele Raffaeli in Fear the Walking Dead
- Alessio Puccio in Amori, matrimoni e altri disastri

Da doppiatore è sostituito da:
- Alessio Puccio in Alvin Superstar, Alvin Superstar 2, Alvin Superstar 3 - Si salvi chi può!, Alvin Superstar - Nessuno ci può fermare
- Flavio Aquilone in Ortone e il mondo dei Chi
- Giulio Rubinelli in Trilli